# Dennis Fantina
Dennis Fantina (Triëst, 6 december 1976) is een Italiaanse zanger die bekend is als simpelweg "Dennis". In 2001 neemt hij deel aan de uitermate populaire talentenshow Amici waar hij wint in de categorie "zangers". Na de overwinning gaat hij op tourneé door Italië en brengt vervolgens zijn debuutalbum uit. Enkele grote namen uit de Italiaanse muziekwereld leverden hiervoor materiaal zoals Mango, Michele Zarrillo en Elisa. In 2003 en 2004 speelt hij de hoofdrol in de musical Grease die in het heel Italië gespeeld wordt. Begin 2005 stort Dennis zich weer op zijn solocarrière en scoort zijn grootste hit tot nu toe met Non basti tu dat afkomstig is van het album Io credo in te dat enkele maanden later verschijnt. 

## Discografie
- Dennis (2003)
- Io credo in te (2005)
- Buone sensazioni (2007)